# 陳鈇
陳鈇（1483年—？），字功錫，直隸池州府貴池縣人，民籍，明朝政治人物。

## 生平
正德八年（1513年）癸酉科應天鄉試第一百十四名舉人，十二年（1517年）中式丁丑科會試第四十一名，二甲第一百一十一名進士。都察院觀政，授戶部主事，升員外郎、郎中，嘉靖八年（1529年）出為袁州府知府，謫州同知，致仕。

## 家族
曾祖陳仕昭，監察御史；祖父陳忠，國子監學正；父陳綸。嫡母柯氏；生母孫氏。慈侍下。兄陳鉞。